# Амати, Эдмондо
Эдмондо Амати (итал. Edmondo Amati; 1920 год, — 5 мая 2002 год, Рим, Италия) — итальянский кинопродюсер, профинансировавший более шестидесяти фильмов во второй половине XX века, многие из которых были произведены на американский и европейский рынок. Его вклад в итальянский кинематограф был отмечен премиями «Давид ди Донателло» (1975) и «Серебряная лента» (1977).

## Фильмография
| Год  | Название на русском              | Оригинальное название                                              | Режиссёр            |
| ---- | -------------------------------- | ------------------------------------------------------------------ | ------------------- |
| 1966 | Потасовка в Панаме               | Du rififi à Paname                                                 | Дени де Ла Пательер |
| 1971 | Ящерица под женской кожей        | Una lucertola con la pelle di donna                                | Лючио Фульчи        |
| 1971 | Когда женщина играет в динг-донг | Quando gli uomini armarono la clava e… con le donne fecero din-don | Бруно Корбуччи      |
| 1971 | Именем итальянского народа       | In nome del popolo italiano                                        | Дино Ризи           |
| 1972 | Преступления чёрного кота        | Sette scialli di seta gialla                                       | Серджо Пасторе      |
| 1973 | Звёздная пыль                    | Polvere di stelle                                                  | Альберто Сорди      |
| 1973 | Большая жратва                   | La grande abbuffata                                                | Марко Феррери       |
| 1974 | Пускай мёртвые лежат в могилах   | Non si deve profanare il sonno dei morti                           | Хорхе Грау          |
| 1974 | Народный роман                   | Romanzo Popolare                                                   | Марио Моничелли     |
| 1976 | Последняя женщина                | L' Ultima Donna                                                    | Марко Феррери       |
| 1980 | Апокалипсис каннибалов           | Apocalypse domani                                                  | Антонио Маргерити   |
| 1983 | Хищники Атлантиды                | I predatori di Atlantide                                           | Руджеро Деодато     |
| 1984 | Воины-2072                       | I Guerrieri Dell' Anno 2072                                        | Лючио Фульчи        |